# Libuše

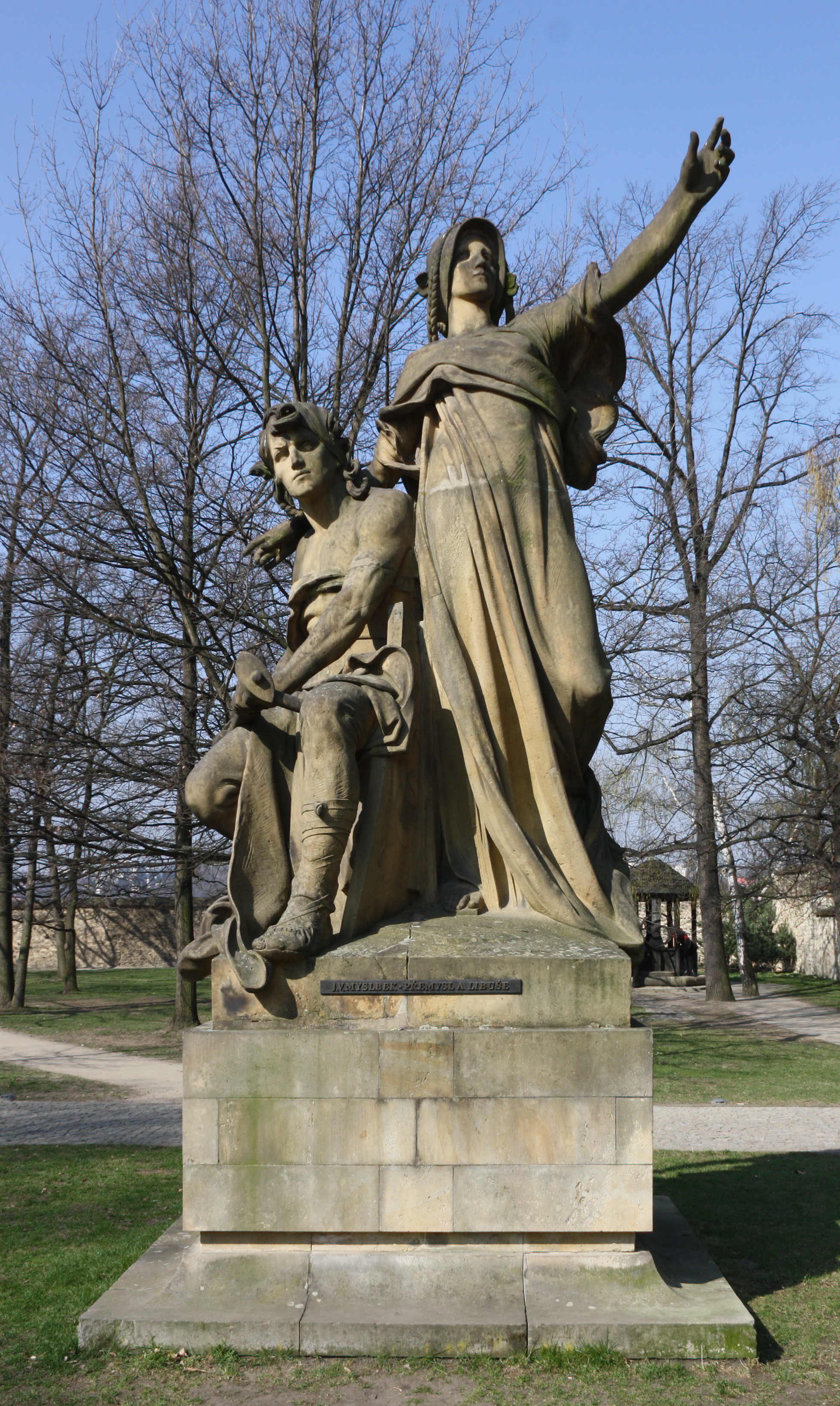
Standbeeld van Libuše en Přemysl in Praag

Libuše, ook geschreven als Libussa, Libushe en Lubossa, is een mythisch personage uit de Tsjechische folklore. Libuše wordt gezien als de legendarische voorouder van de Přemysliden en van de Tsjechen.

## Legende
Libuše was de jongste van drie begiftigde zussen en zij had de kracht van profetie. Haar zussen waren respectievelijk genezeres en priesteres. Ze waren de dochters van de Tsjechische heerser Krok. Omdat ze de gift van profetie had, werd ze na de dood van haar vader gekozen om zijn opvolger te zijn. Ondanks dat ze een goede heerser was, wilde het mannelijke deel van haar volk dat ze zou trouwen. Ook haar positie als rechter werd door een man bij een rechtszaak openlijk in twijfel getrokken. Volgens de legende zou Libuše vervolgens een profetie hebben gedaan en deze luidde dat haar witte paard haar echtgenoot zou vinden. Deze zou hen brengen bij een man die zou ploegen met twee ossen en die zou eten van een ijzeren tafel.
Haar raad vond de man, Premysl de Ploeger, en zij brachten hem naar Libuše. Met de komst van Premysl verdween de matriarchale samenleving onder leiding van Libuše, want onder haar waren mannen en vrouwen gelijk qua rechten, een gegeven dat Premysl betwistte. Tijdens haar regering over de Tsjechen besteeg Libuše een rots aan de Moldau en aldaar voorzag ze de komst van een grote stad, de latere stad Praag.

## Libuše in cultuur
In 1871-1872 componeerde de Tsjechische componist Bedřich Smetana de opera Libuše over haar leven. De Oostenrijkse schrijver Franz Grillparzer schreef een gelijknamig toneelstuk over haar.